# Star (roman)
Pour les articles homonymes, voir Star.
Star (titre original : Star) est un roman écrit par Danielle Steel, paru aux États-Unis en 1989 puis en France en 1990. Chronologiquement, il s'agit du 53e roman de l'auteur.

## Description
L’action se déroule entre 1945 et 1973, entre autres, à San Francisco, Washington, New York et Malibu. 
Cristal Wyatt, 14 ans et Spencer Hill, de treize ans son aîné, tombent amoureux lors d'un mariage. Mais Spencer, issu d'une famille prestigieuse de la côte Est, doit épouser Elizabeth Barclay, la fille d'un juge de la Cour suprême. Il lui demande d'accepter de divorcer en faveur de Crystal, mais elle refuse. Pendant ce temps, cette dernière a entamé une carrière à succès à Hollywood, mais son manager exerce une emprise sur elle et veut l'empêcher de revoir Spencer.